# Raul Cisla
Der Raul Cisla oder Râul Tâșla, ungarisch Borsa-patak (auch ungarisch Czibó oder ungarisch Csiszla) ist ein 20 km langer rechter Nebenfluss der Vișeu im Kreis Maramureș im Norden von Rumänien nahe der ukrainischen Grenze.

## Verlauf
Der Râul Cisla entspringt im Maramuresch-Gebirge zwischen den Bergen Pristopul Cataramei (1644 m) und Jupania (1853 m). Das Einzugsgebiet beträgt 103 km². Ansiedlungen am Flusslauf sind nur Borșa und dessen Ortsteil Băile Borșa (früher Pfefferfeld). In den Raul Cisla münden die Nebenflüsse Valea Rea, Secu, Vinișoru, Tâșlișora und Bălășina.

## Umwelt
Der Râul Cisla ist teilweise erheblich vermüllt. Am Samstag, den 26. Juli 2008, kam es zudem bei Băile Borșa zu einem Dammbruch am Teich Colbu II eines Bergbaubetriebs. Dadurch strömte schwermetallbelasteter  Schlamm in den Bach, vorrangig stark belasteter Sedimentationsschlamm. Bereits am folgenden Dienstag erklärte die zuständige Behörde, dass das Risiko einer Verschmutzung nicht mehr bestünde, da die große Wassermenge der Überschwemmung alle Schadstoffe weggespült hätten. Der Bach hatte sich jedoch auch im Dezember 2024 noch nicht erholt. Auch das in vielen Zuflüssen der Donau vorkommende Donauneunauge ist im Raul Cisla und in der Bălășina offenbar ausgestorben.

## Heilquelle
14 km von Borșa entfernt liegt am Raul Cisla eine Mineralquelle, die dem „Alexandru-Stollen“ entspringt. Der Notar Vasile Man aus Vișeu de Sus beschrieb die Gegend um Borșa im Jahr 1906, in der Zeit des aufkommenden Tourismus von Vișeu de Sus aus binnen zwei Stunde mit Kutsche erreichbar, als „ungarische Schweiz“. Die Mineralquelle galt damals als wichtiges touristisches Ziel und wurde bei Magen-, Nieren- und Darmerkrankungen empfohlen. Es gab Berichte, dass durch den Genuss des Wassers schwere chronische Gastritis ausheilte.